# Kwame Bonsu
Pour les articles homonymes, voir Bonsu.
Kwame Bonsu est un footballeur ghanéen né le 25 septembre 1994. Il évolue au poste de milieu défensif à Al-Aïn FC.

## Biographie

### En club
Formé à Heart of Lions, il ne joue qu'une seule saison avec l'équipe première, avant de quitter le pays pour la Suède, où il évolue avec le FC Rosengård, le Mjällby AIF et le Gefle IF. 
Accusé de violences conjugales et de viol par son épouse suédoise, il est condamné à deux ans de prison par le tribunal de Gävle en 2017. La peine est réduite en appel, mais le joueur passe tout de même onze mois en prison.
En juillet 2019, il signe un contrat de quatre ans en faveur de l'Espérance sportive de Tunis. Le montant du transfert s'élève à 150 000 dollars.

### En sélection
Il joue son premier match avec les Black Stars le 26 mars 2019, lors d'une rencontre amicale face à la Mauritanie (victoire 3-1 pour le Ghana), en entrant en jeu à la 66e minute, à la place d'Alfred Duncan.

## Palmarès
- Championnat de Tunisie (1) : 2020
- Supercoupe de Tunisie (1) : 2020